# Korisliiga 2024-25
La temporada 2024-2025 de la Korisliiga fue la edición número 85 de la Korisliiga, el primer nivel de baloncesto en Finlandia. La temporada regular cuádruple comenzará el 4 de octubre de 2024 y las finales se disputarán en mayo de 2025. Los campeones fueron los Helsinki Seagulls, que lograban así su segundo título.

## Formato
Los doce equipos jugaron dos veces contra cada uno de los otros equipos por un total de 22 partidos. Luego la liga se divide en dos grupos (uno con los primeros 6 equipos y el otro con los últimos 6 equipos) y cada equipo juega dos partidos contra cada uno de los equipos del mismo grupo (para un total de 10 partidos). Los seis equipos del primer grupo y los dos mejores del segundo grupo se unirían a los playoffs. El último equipo descenderá directamente.

## Equipos
El Lahti Basketball descendió la temporada anterior, y su puesto fue ocupado por el Tapiolan Honka, campeón de la Divisioona IA.
| Equipo            | Ciudad       | Pabellón                   |
| ----------------- | ------------ | -------------------------- |
| Helsinki Seagulls | Helsinki     | Töölö Sports Hall          |
| Kataja            | Joensuu      | LähiTapiola Areena         |
| Karhu             | Kauhajoki    | Kauhajoen Yhteiskoulu      |
| Kobrat            | Lapua        | Lapuan Urheilutalo         |
| Korihait          | Uusikaupunki | Pohitullin Sports Hall     |
| Kouvot            | Kouvola      | Mansikka-Ahon Urheiluhalli |
| KTP               | Kotka        | Steveco-Areena             |
| Nokia             | Nokia        | Nokian Palloiluhalli       |
| Pyrintö           | Tampere      | Pyynikin Palloiluhalli     |
| Salon Vilpas      | Salo         | Salohalli                  |
| Bisons Loimaa     | Loimaa       | Loimaan liikuntahalli      |
| Tapiolan Honka    | Espoo        | Tapiolan Urheiluhalli      |

## Temporada regular

### Clasificación
|                                              | Equipo            | J  | G  | P  | PF   | PC   | DP   | PTS |
| -------------------------------------------- | ----------------- | -- | -- | -- | ---- | ---- | ---- | --- |
| 1                                            | Helsinki Seagulls | 22 | 19 | 3  | 2136 | 1835 | 301  | 38  |
| 2                                            | Kataja            | 22 | 15 | 7  | 1973 | 1875 | 98   | 30  |
| 3                                            | Karhu             | 22 | 15 | 7  | 1813 | 1746 | 67   | 30  |
| 4                                            | Salon Vilpas      | 22 | 12 | 10 | 1880 | 1843 | 37   | 24  |
| 5                                            | Uusikaupunki      | 22 | 12 | 10 | 1782 | 1779 | 3    | 24  |
| 6                                            | Bisons Loimaa     | 22 | 12 | 10 | 1774 | 1730 | 44   | 24  |
| 7                                            | Pyrintö           | 22 | 12 | 10 | 1824 | 1846 | -22  | 24  |
| 8                                            | Kouvot            | 22 | 10 | 12 | 1800 | 1880 | -80  | 20  |
| 9                                            | Tapiolan Honka    | 22 | 9  | 13 | 1834 | 1908 | -74  | 18  |
| 10                                           | Nokia             | 22 | 9  | 13 | 1842 | 1869 | -27  | 18  |
| 11                                           | KTP               | 22 | 4  | 18 | 1864 | 1976 | -112 | 8   |
| 12                                           | Kobrat            | 22 | 3  | 19 | 1713 | 1948 | -235 | 6   |
| Fuente: Korisliiga; actualización automática |                   |    |    |    |      |      |      |     |

## Playoffs
Los cuartos de final y las semifinales se jugaron al mejor de tres, formato 1–1–1 con un nuevo sorteo en las semifinales. Las finales se jugaron en un formato de playoffs al mejor de siete.

### Cuadro final
|  | Cuartos de final | Cuartos de final  | Cuartos de final |                 |   | Semifinales       | Semifinales | Semifinales |   |               | Finales           | Finales         | Finales |  |
|  |                  |                   |                  |                 |   |                   |             |             |   |               |                   |                 |         |  |
|  |                  |                   |                  |                 |   |                   |             |             |   |               |                   |                 |         |  |
|  | 1                | Helsinki Seagulls | 3                |                 |   |                   |             |             |   |               |                   |                 |         |  |
|  | 1                | Helsinki Seagulls | 3                |                 |   |                   |             |             |   |               |                   |                 |         |  |
|  | 8                | Kouvot Basket     | 1                |                 |   |                   |             |             |   |               |                   |                 |         |  |
|  | 8                | Kouvot Basket     | 1                |                 | 1 | Helsinki Seagulls | 4           |             |   |               |                   |                 |         |  |
|  |                  |                   |                  |                 | 1 | Helsinki Seagulls | 4           |             |   |               |                   |                 |         |  |
|  |                  |                   | 4                | Salon Vilpas    | 0 |                   |             |             |   |               |                   |                 |         |  |
|  | 4                | Salon Vilpas      | 4                | Salon Vilpas    | 0 | 3                 |             |             |   |               |                   |                 |         |  |
|  | 4                | Salon Vilpas      |                  |                 |   |                   |             |             |   |               |                   |                 |         |  |
|  | 5                | UU-Korihait       | 2                |                 |   |                   |             |             |   |               |                   |                 |         |  |
|  | 5                | UU-Korihait       | 2                |                 |   |                   |             |             |   | 1             | Helsinki Seagulls | 4               |         |  |
|  |                  |                   |                  |                 |   |                   |             |             |   | 1             | Helsinki Seagulls | 4               |         |  |
|  |                  |                   | 2                | Karhu           | 0 |                   |             |             |   |               |                   |                 |         |  |
|  | 2                | Karhu             | 2                | Karhu           | 0 | 3                 |             |             |   |               |                   |                 |         |  |
|  | 2                | Karhu             |                  |                 |   |                   |             |             |   |               |                   |                 |         |  |
|  | 7                | Pyrintö           | 0                |                 |   |                   |             |             |   |               |                   |                 |         |  |
|  | 7                | Pyrintö           | 0                |                 | 2 | Karhu             | 4           |             |   | Tercer puesto | Tercer puesto     | Tercer puesto   |         |  |
|  |                  |                   |                  |                 | 2 | Karhu             | 4           |             |   | Tercer puesto | Tercer puesto     | Tercer puesto   |         |  |
|  |                  |                   | 3                | Joensuun Kataja | 0 |                   |             |             |   |               |                   |                 |         |  |
|  | 3                | Joensuun Kataja   | 3                | Joensuun Kataja | 0 | 3                 |             |             | 4 | Salon Vilpas  | 100               |                 |         |  |
|  | 3                | Joensuun Kataja   |                  |                 |   |                   |             |             | 4 | Salon Vilpas  | 100               |                 |         |  |
|  | 6                | Bisons Loimaa     | 0                |                 |   |                   |             |             |   |               | 3                 | Joensuun Kataja | 99      |  |
|  | 6                | Bisons Loimaa     | 0                |                 |   |                   |             |             |   |               | 3                 | Joensuun Kataja | 99      |  |
|  |                  |                   |                  |                 |   |                   |             |             |   |               |                   |                 |         |  |